# العفن البني في الفاكهة ذات النواة
العفن البني في الفاكهة ذات النواة أو مونيلنيا فروكتيكولا (الاسم العلمي: Monilinia fructicola) هو مرض فطري شائع ومدمر يصيب أشجار التفاح والخوخ والفواكه ذات النواة الحجرية وقد يهاجم فطر العفن البني الأزهار والفواكه.

## الوصف
يمكن للأشجار ذات النواة الحجرية أن تصاب بهذا المرض الفطري والمعرضة للبرد في الخريف وأوائل الربيع، مثل: البرقوق، والخوخ، والمشمش، والكرز التفاح والكمثرى، وأن تتطور لديها تقرحات تحت لحاء الجذع أو الفروع وترتبط التقرحات عادةً بإنتاج صمغ يحتوي على بكتيريا ويتسرب إلى اللحاء الخارجي.

## الأعراض

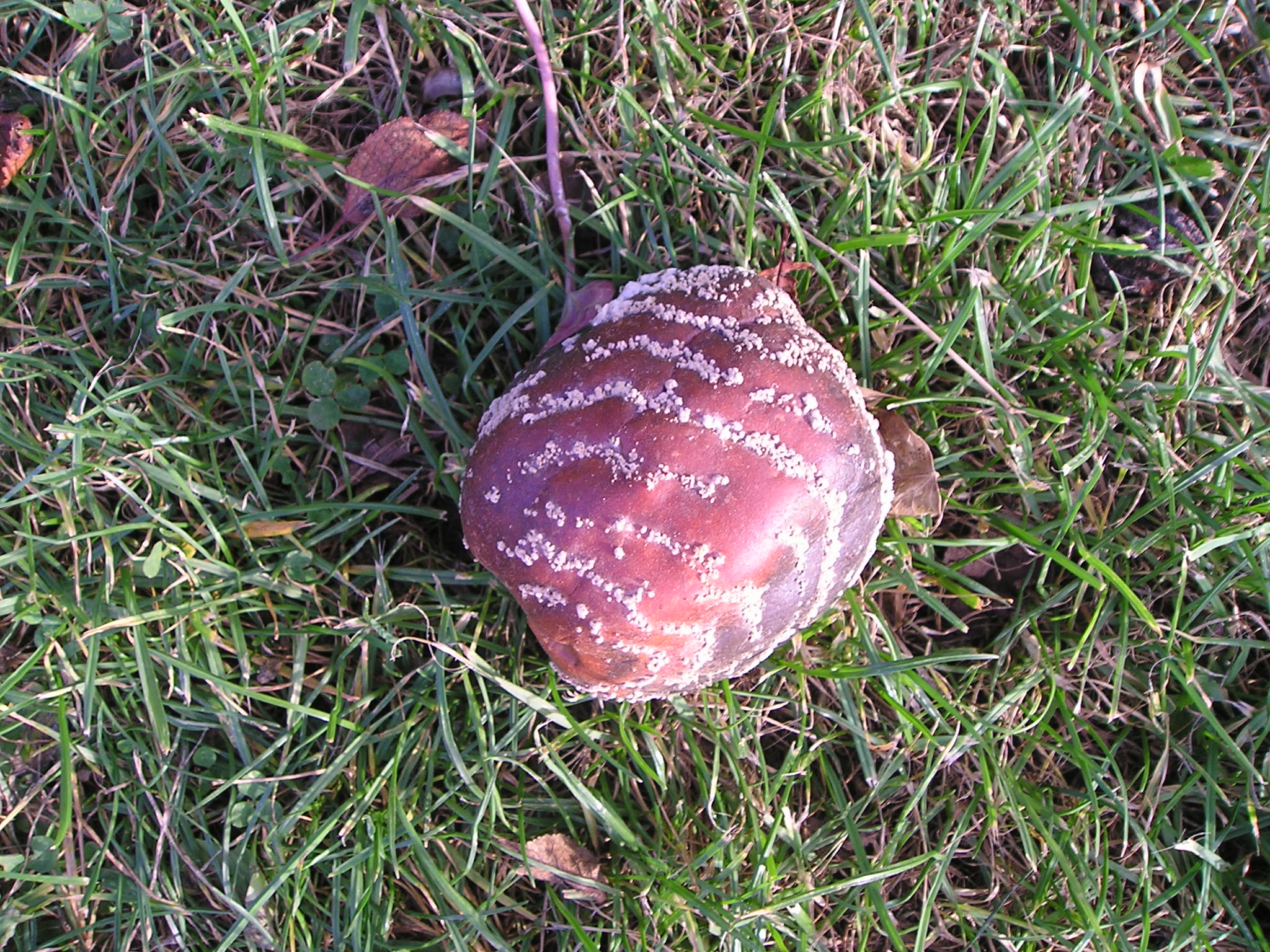
العفن البني في التفاح

يتسبب العفن البني في ظهور بقع على الزهرة وعلى الأغصان وتعفن الثمار.
يؤدي الطقس الرطب المستمر أثناء الإزهار إلى إصابة واسعة النطاق بالزهرة، يعتمد طول فترات الرطوبة المطلوبة لإصابة الزهرة على درجة الحرارة، تكون الظروف الرطبة هي الوقت الذي تكون فيه أشجار الفاكهة أكثر عرضة للإصابة.
يمكن أن تصاب الثمار الخضراء الصغيرة ويمكن أن ينتشر العفن البني بعد الحصاد.
تذبل البراعم المصابة وتتقلص وتصبح مغطاة بالعفن الرمادي، تظهر البتلات باللون البني الفاتح أو مبللة بالماء، لا تنتج البراعم المصابة ثمارًا.
تظهر العفنة على شكل بقع بنية دائرية صغيرة تزداد بسرعة في الحجم مما يتسبب في تعفن الفاكهة بالكامل.

## دورة الحياة
يقضي الفطر الشتاء في الفاكهة المحنطة على الأرض أو في الشجرة وفي تقرحات الأغصان.
يتم إنتاج نوعين من الجراثيم في الربيع والتي يمكن أن تصيب الأزهار.
تصبح الفاكهة المصابة مغطاة بجراثيم رمادية تنتشر عن طريق الرياح والأمطار إلى الفاكهة الصحية، تساهم الحشرات أيضًا في انتشار جراثيم العفن البني.

## المكافحة
تطهير البساتين وإزالة حبات الفاكهة وتقليم أي أغصان متقرحة أو ميتة من شأنه أن يقلل من مستويات التلقيح، مما يحسن من فعالية رش مبيدات الفطريات.
استخدام مبيدات الفطريات للسيطرة على انتشار الفطريات، والرش خلال جميع المراحل: فترة الإزهار، الفاكهة الخضراء، والفاكهة الناضجة.